# 花田少年史
『花田少年史』（はなだしょうねんし）は、一色まことによる幽霊コメディ漫画作品、及びこれを原作とするアニメ・映画作品。
- 原作は1995年度 第19回講談社漫画賞受賞作品。
- アニメは東京アニメアワード2003テレビ部門最優秀作品賞及び第8回アジア・テレビジョン・アワード長編アニメーション部門最優秀賞受賞作品。

## 概要
「ミスターマガジン」（講談社）誌上において平成5年11号から平成7年10号まで連載。最初の単行本はミスターマガジンKCより全4巻で発売され、1999年には同じく全4巻で文庫化もされた。ミスターマガジンKCレーベルの廃止後、2000年のアニメ化決定にともないアッパーズKCより4巻同時に再出版され、また「ヤングマガジンアッパーズ」の増刊として「花田少年史総集編」（後述）が5冊発売された。この「総集編」の4にはアニメ用に描き下ろされた新作が掲載されており（発表はアニメが先）、2004年にはこの新作を収録した5巻が番外編として発売されている。さらにアッパーズKCレーベルも廃止となり、2006年には映画化にともないモーニングKCから全5巻で再々出版されている。なお、話は4巻までで完結しているため5巻はあくまで番外編であって4巻の続きではなく、時間軸としては4巻に収録されている28話と29話の間にあたる。
1970年代の日本の田舎を舞台に、突然オバケが見えるようになってしまった少年・花田一路を中心に起こるさまざまな珍事を描く。
「現世に未練や心残りのある幽霊が成仏出来ずに彷徨っている。幽霊の姿が見えて会話も交わせる一路の元に次々に現れては、その未練を果たすための協力を乞う。他の人には見えない幽霊の願い事を一路が懸命に叶えようと奮闘する姿は周囲の目には奇異に映るが、幽霊の関係者には一路の言葉の端々に思い当たる節があるため、眉唾と思いながらも協力や理解を示す者もいる。願いが成就するとその幽霊は成仏していく」というのが物語の基本構造となっている。幽霊の未練を取り扱うため自ずと人情話が多くなっているが、作者の得意分野であるギャグ要素を取り混ぜつつ“笑って泣ける”心温まる作品として評価が高い。
単行本4+1冊と比較的短い作品ではあるが、1995年度 第19回講談社漫画賞受賞、アニメ・映画化、上述の通りレーベルの廃止ごとに他のレーベルからの再出版と高評価を受けており、作者の代表作のひとつとなっている。
2002年に日本テレビでアニメ化され、様々な賞を受賞している（後述）。また、2006年には『花田少年史 幽霊と秘密のトンネル』として実写映画化された（詳細は該当ページ参照）。

## あらすじ
近所でも有名な腕白小僧、花田一路は悪戯を叱る母親から逃げようと道路に飛び出し、車にはねられてしまう。後頭部を9針縫いながらも、奇跡的に助かった一路であったが、これ以降なぜか幽霊が見え、会話の出来る「コワい能力」を得てしまった。そして様々なオバケ達が生前の未練や願いを果たして欲しいと、一路の元を訪れて無理難題を押し付けてくるように。未練を果たさないと成仏出来ないと言われ、中には一路にずっと憑りつくと脅かす者も出てきて、一路は懸命にその願いを叶えるため奮闘する。
※以下の編分けは正式な物ではなく、本稿執筆の便宜のために主に依頼者を元として作成したものである。
ユキ編
- 1巻に収録

生まれながらに病弱であったために死んだユキが、成仏するために必要な思い出の品を取って来て欲しいと一路に依頼する。
吉川のバアちゃん編
- 1巻に収録

吉川のバアちゃんが朝から花田家に上がり込んでくるが、それは幽霊であった。バアちゃんは残された子犬の面倒を見て欲しい旨を一路に依頼する。
ひまわり小僧編
- 1巻に収録

川で遊ぶ一路たちをじっと見つめる少年は、実はその川で溺れ死んだ少年の幽霊であった。自分の死によって心を閉ざしてしまった母親を少しでも元気付けてくれるよう一路に依頼する。
ちんちんジジイ編
- 1巻に収録

全裸で現れる幽霊・ちんちんジジイが、虫の知らせで死期を感じ身辺整理を始めた妻・タツの目に触れないよう隠しておいた、生前の浮気の証拠となる手紙を処分して欲しいと依頼。
結婚編1
- 2巻に収録

運動会の近づいた時期、壮太の母親は見合いをする。相手の男性は壮太たちと同じ小学校に通う市村桂の父親であった。些細な事から壮太と桂は、双方ともに親の再婚に反対していると誤解する。
おっぱい織田編
- 2巻に収録

勉強は大の苦手でいつも赤点を取る一路が、突然テストで満点を取った。これは幽霊の織田が一路の体を乗っ取ったためであった。織田はテストが満点だったおかげで教師や家族から褒められて良い思いをした代償として、一路に難題を突きつける。それは、美人の胸の谷間に顔を埋める夢を果たすために一路の体を借りたいというものだった。
マダム・カトリーヌ編
- 2巻に収録

帰宅途中の一路の前に現れた怪しい占い師マダム・カトリーヌ。彼女は生前詐欺をはたらいた報いで、地獄に行きかねない状態であった。地獄行きを避けるために、生前、詐欺で迷惑を掛けた人たちに償いをして、その罪を浄化して天国に行きたいという。一路には自分の代わりに路頭に迷ってしまった人たちに、本来の正しい道を示すことを依頼する。
結婚編2
- 2巻に収録

壮太の母と桂の父の結婚式当日、一路と壮太は宴会を抜け出し墓場で遊んでいた。そこに壮太の実父と同じ名前の少年が現れる。
俵崎春彦編
- 2・3巻に収録

生霊となって現れた春彦は一路に一日体を交換する事を依頼する。身の危険をマダム・カトリーヌに予言された一路は、その危険を避けるためにと快諾するが、交通事故で瀕死の春彦の体と交換する事こそがカトリーヌの予言した危険であった。死ぬ前に大学時代の同棲相手を一目見て未練を果たそうとした春彦であったが、そこで自分の娘の存在を知る。
天の邪鬼編
- 3巻に収録

中学生になった徳子のクラスに一人の男子が転校して来る。しかし彼は本来は女の子として生まれてくるはずであり、天の邪鬼のいたずらによって男として生まれてしまった少年であった。この悪戯の罰として少年の体に閉じ込められていた天の邪鬼は、過去に戻って自分の悪戯を失敗させるように一路に依頼する。
ゴンパチ編
- 3・4巻に収録

しつけに厳しく、威厳を持った人物と評されるそろばん塾のゴンパチは、餅を喉に詰まらせ死にかけ、生霊となって一路の前に現れ、助けを求める。一路の懸命の救助も空しく絶命したゴンパチであったが、死を受け入れ、一路に身辺整理を頼む。一路のおかげで成仏出来るかに思えたゴンパチであったがなぜか成仏が出来ない。
メロン編
- 5巻に収録の番外編

洋平との約束を破ったためにクラスメートから除け者にされている一路の元に一人の女性メロンが現れる。メロンの依頼は洋平に自分との約束を思い出させる事だったが、一路が洋平を問いただしたことで余計に孤立してしまう。
蕎麦屋編
- 5巻に収録の番外編

橋で自転車同士の事故にあった一路は、相手のおじさんに中学校にいる息子に贈り物を届けるように依頼される。しかし息子の貴人に会ってみると、非常に憮然とした態度で「父親はすでに亡くなっている」と言う。
りん子編
- 4巻に収録

山向こうの親戚の家から一路の家に暫く身を寄せることになったという少女・りん子。彼女は「一路のお嫁さんになる」という。りんこの頼みで一路は毎晩山に通い、谷底に落ちた地蔵を探し出して、運び上げることに。ある日、寺の和尚によって彼女が幽霊である事を知る。

## 登場人物
年齢・学年などは初登場時の物。単行本の3巻で学年が1つ上がっている。

### 花田家
花田 一路（はなだ いちろ）
声 - くまいもとこ
本作の主人公。中山田小学校に通う小学3年生。近所でも有名な腕白坊主。勉強は苦手ながら、駆け足・喧嘩・早食いは一番。運動神経は抜群であり、後の高校時代には1年生でありながら野球の先発投手を任されている。初登場時からずっとカラーテレビを欲しがっている。
暴れん坊で怖い物なしだが、オバケが大の苦手。
交通事故で頭を負傷し、9針も縫う大怪我をした。その手術のために頭髪を剃ってツルツル頭となるが、なぜかそれ以降頭髪が生えてこなくなる。
交通事故での臨死体験を境に、オバケが見え、会話が出来るようになってしまった。オバケ達から様々な無理難題を押し付けられるようになる。
憎まれ口を叩きながらも、オバケや人間を問わず困っている者を放って置けない優しさを持ち、彼らの想いや優しさを感じ取り、人間として少しずつ成長していく。
最終回では家業を継いで大工になり、桂と結婚して千路と百子という2人の子供の父となっている。オバケたちに対する記憶は無くなっていたが、頭髪は生えている。
花田 大路郎（はなだ だいじろう）
声 - 矢尾一樹
一路の父。しがない大工をしており、近所では「大工の大ちゃん」で通っている。
いつも酒を飲んでは、ご機嫌になっているチャランポラン親父（一路曰く「話が分かるようでひとつも分からない」）。釣りが趣味らしい。子育てには比較的放任主義で説教する事もほとんどなく、一路が学校をさぼっていても大して咎めもしないが、叱る時には強制力があり、言う事を聞かない場合は体罰を与えることもある。一路と同様に幼少時に頭がツルツルの時があった。
最終回では孫の百子を溺愛するおじいちゃんとなっている。
花田 寿枝（はなだ ひさえ）
声 - 田中真弓
一路の母。専業主婦。
割烹着を身に着けた「日本のお母ちゃん」。中年太りで美人とは程遠く、織田学曰く「100点中3点」。いつも一路のいたずらに手を焼いており、普段から厳しく接している。その反面、子供思いで涙脆い一面もある。
最終回では、一路に変わり孫の千路のいたずらに手を焼いている。
花田 徳子（はなだ とくこ）
声 - 竹内順子
一路の姉。小学6年生。容姿は母に似ている。デブでブスだからと一路からは「デブスマン」と呼ばれており、姉弟仲が悪く喧嘩が絶えない。格好いい男に会う度に「初恋」をしている。宝物はリカちゃん人形で、中学生になっても人形遊びをしているらしく、クリスマスプレゼントにリカちゃんのボーイフレンドのワタルくんを欲しがっていた。学校の成績は芳しくない。
最終話では独身のまま東京でOLをしている。
花田 徳路郎（はなだ とくじろう）
声 - 野沢那智
一路の祖父。孫の一路を溺愛し、滅多に怒ることはない。一路、大路郎と同様に幼少時に頭がツルツルの時期があった。最終話ではすでに亡くなっており、遺影のみで登場。
花田 二路（はなだ じろ） / ジロ
声 - 松本梨香
花田家の飼い犬。一路と共に行動する事が多い。名前は花田家の次男坊という事で名付けられた。吉川のばあさんの飼い犬・チロの忘れ形見の子犬。吉川のバアさんが亡くなったために一時保健所へと預けられてしまうが、ばあさんに脅された一路が引取ることになった。一路がバットで破壊した白黒テレビの外枠を利用した犬小屋を作ってもらい、そこで寝起きしている。
最期は一路を救うためトラックにはねられて死亡。この功績を讃え、花田家の庭には「名犬ジロ」の石像がある。この石像に乗っていいのは、千路と百子だけ。
花田 千路（はなだ せんろ）
最終回に登場した一路と桂の息子。父と同じ中小に通う小学3年生。子供の頃の父に負けず劣らずの腕白坊主で、いつも母の桂や祖母の寿枝の手を焼かせている。彼もまた父と同じくハゲになる。
花田 百子（はなだ ももこ）
最終回に登場した一路と桂の娘。千路の妹。2歳。無口だが噛み付き攻撃を得意とし、百子の近くで油断しているとくっきりとした歯形が残る事になる。祖父・大路郎のアイドル。

### 村上・市村家
村上 壮太（むらかみ そうた）
声 - 桑島法子
一路とは赤ん坊の頃からの付き合いの幼馴染で、学校のクラスも一緒。一路の事を「いっちゃん」と呼ぶ。同学年ながら腕白小僧・一路の後ろについて回る弟分であり、一路が用を足すときは便所の見張り役をやらされる。
一路とは対照的に運動は苦手で大人しく弱虫で泣き虫であり、些細な事ですぐに泣きべそをかく。クラスメイトからは、男勝りな桂と対比され「女みたい」と言われている。
一路と一緒に行動することが多いが、基本的にとても気が優しく物静かな少年。実父を早くに亡くしている。女手ひとつで育ててくれている母の手をあまり煩わせないようにと気遣いを見せていた。後に母の再婚によって桂と兄妹となる。同学年ながら生まれ月の関係で壮太が兄であるが、しっかり者の桂には頭が上がらない様子。
最終回では未婚のまま両親と同居している。気の弱さは相変わらずのようで、桂曰く「千路の子分」。
市村 桂（いちむら けい）
声 - 雪乃五月
一路達と同じ小学校に通う同学年の少女。クラスは3組。一路からは「男女」と言われており、男勝りな性格で腕っ節も強く一路と互角に喧嘩をしている。また運動神経も良く、リレーの代表選手にも選ばれている。
看護婦をしていた母が患者と駆け落ちし、周囲の好奇の目から地元に居づらくなったために小学1年の途中から引っ越して来た。普段は気丈に振るまってはいるものの、母に捨てられたことで深く傷ついている。後に父親が壮太の母親と再婚したことによって壮太と兄妹になる。
一路とは「喧嘩するほど仲がいい」関係であり、一路がりん子と仲良くしているのを見て面白くなさそうにする描写がある。最終回では一路と結婚して花田家に同居しており、3人目も妊娠している。息子の千路には手を焼きながら、しっかりと畏れられてもいる存在。なお、結婚は大学生時代に千路を宿したためのできちゃった結婚。千路曰く「なかなかのタマ」。
村上 猛（むらかみ たける）
声 - 井上倫宏
壮太の父。9歳の時に父親（壮太の祖父）を戦争で失ったため、幼くして長男としての責任や家族を守る使命感を芽生えさせていた。その心意気は大人になってからも変わらず、自分の家庭を持つようになってからは一層強くなった。大路郎曰く、「男の中の男」。壮太にとっては死後もカッコよく大好きな父であり、それゆえ父の気持ちを慮り、母の再婚について悩む事となる。
村上 美代子（むらかみ みよこ）
声 - 野沢由香里
壮太の母。夫の死後女手ひとつで壮太を育てた。優しくて気だてのいい働き者であり、大路郎曰く「今のと（寿枝と）取り替えたいくらい」。幼くして父を亡くし、自分も忙しく働いているため寂しい思いをさせてしまっている息子に対して慈愛に満ちた気持ちと同時に、やや過保護な面も覗かせる。
最終回では再婚した夫・和夫と壮太との3人で暮らしている。
桂の父 / 市村 和夫（いちむら かずお）
声 - 龍田直樹
和夫の名は映画による物で原作には登場しない。薬剤師として病院に勤めている。見るからに気が弱く生真面目な人間で、娘にも良いようにあしらわれている。酒には弱い。作中で美代子と見合いをした後に再婚する運びとなる。見合い写真を見た時から既にベタ惚れ。
気の弱さは老後も変わらず、最終回では孫の千路の言いなりとなっている。
桂の母
会話の中のみの登場。看護婦。勤めていた病院で知り合った患者と一緒に逃げてしまったため、「ふしだら」であったと噂されている。桂にとって、この出来事は深く心に刻まれた傷となる。
幸子（さちこ）
会話の中のみの登場。猛の妹。壮太にとっては叔母にあたる人物。猛の生家である村上家で生活しており、美代子の再婚が決まったのを機に、猛の遺品を引き取る。

### 近隣の住民
吉川（よしかわ）のばあちゃん
声 - 定岡小百合
ある日、ポックリ逝ってしまう。遺された仔犬ジロの面倒を見てもらうために一路の元へ現れる。
チロ
吉川のバアちゃんの飼い犬。出産間近の時期に車にはねられて死んでしまう。しかし、胎内の子犬がまだ生きているため、幽体となって一路に助けを求める。
さつきバアさん
声 - 松本梨香
タバコ屋のおばあさん。縁組みが趣味であり、死ぬまでに100組縁談をまとめることを目標としている。
山崎
花田家のお隣さん。納屋は一路を懲らしめるためにと閉じ込める際に使われている。
山崎先生
中山田小学校の教諭で、徳子の憧れの相手。
町田先生
一路の担任の女性教師。悪戯ばかりで勉強のできない一路に手を焼いている。一路がテスト全教科で100点を取った際には涙を流して喜んでいる。
吉岡（よしおか） / ブタマン
一路の同級生。ポッチャリした体型。動物好きで、家には犬や鶏などをたくさん飼っているらしい。仮面ライダーの変身ベルトを持っている。
佐久間（さくま）
千路の友達。発売されたばかりのプレイステーションを持っている。

### ユキ編
ユキ
声 - 久川綾
生まれつき病弱であり、ずっと病院で生活をしていた少女。病院の外壁をメンテナンスしていた鳶職の清司に頼み、祭りへと連れて行ってもらうが、無理がたたり出先で倒れ17歳で急逝した。積極的で溌剌とした清司に淡い恋心を抱いていた。一路には成仏するために、清司への想いを伝えて欲しいことと、縁日で買ってもらった針金細工のブローチを返してもらって思い出の場所に埋めて欲しいと依頼する。なお、ユキは一路が初めて見た幽霊でもある。
青田 清司（あおた せいじ）
声 - 小山力也
塗装業の青年で、左肩には彫り物がある。自由奔放に生きている自分と対極にあるような入院生活に縛られ続けて青春を謳歌することも許されないユキに同情し、祭りに行ってみたいという小さな願いを叶えてやりたいと彼女を病院から連れ出した。しかし、その出先でユキは急死してしまい、葬儀の場でユキの父に殴られ、「お前のせいでユキは死んだんだ」と糾弾されてしまうが、一路の協力もあってユキと束の間の再会を果たし和解。とげとげしい態度も緩和された。
後におっぱい織田にまとわりつかれ困っている一路と再会し、あべスズエを紹介している。
キヨミ
清司と同棲している女性。織田に言わせると20点。

### ひまわり小僧編
新（しん） / ひまわり小僧
声 - 伊倉一恵
川で溺れて死んでしまった少年。息子を喪った深い悲しみから心の病に罹ってしまった母を慮り、少しでも元気を取り戻して欲しいと願っている。何か良い方法はないものかと一路の元に現れた。一路を呼び捨てにしているが、実は一路より一歳年下。
新の母
声 - 皆口裕子
新が死んで以来心を閉ざし、誰とも口をきかず、新が種を撒いたひまわりを大事にし続けていた。
新の父
声 - 家中宏
中学校の教師をしている。息子の死によって心を閉ざした妻を常に気遣い、妻を守るためであれば鬼にでもなる。

### ちんちんジジイ編
柳原 歳三（やなぎはら としぞう） / ちんちんジジイ
声 - 永井一郎
裸が一番好きで、いつも素っ裸で一路の前に現れる老人の幽霊。死期が近いことを虫の知らせで感じ、あちらこちらの浮気相手に体ごとで挨拶回りしてるうちにポックリと逝ってしまった。
自分同様、死期を感じ取った妻が身辺整理のために家中を片付け始めたことに慄いている。生前の浮気の証拠（ラブレター）が妻の目に触れることを何より恐れており、一路に証拠隠滅を依頼する。
柳原 タツ（やなぎはら タツ）
声 - 青木和代
ちんちんジジイの妻で、見るからに怖そうで実際に怖い老婆。非常に厳つく、女性とは思えないような容姿をしている。

### おっぱい織田編
織田 学（おりた まなぶ）
声 - 真殿光昭
医者の家に生まれ、物心ついたときから目指すは東京大学理科III類（医学部医学科進学課程）一択であったため、青春時代を謳歌することもなく、感情も欲も抑えて勉強に明け暮れ、2浪の末に念願叶って合格。合格発表のその場でポックリ逝ってしまう。没年20歳。
大学に入学した後には、今まで抑制していた欲を開放できると息巻いていたが、何ひとつ叶えることも出来ずに死んでしまったことが未練となっている。特に、女性と交際したこともなく童貞のまま死んでしまったことが何よりも心残り。せめて、一度でも女性のおっぱいの谷間に顔を埋めて夢見心地を経験してから成仏したい。そのために一路の体を借りて望みを達成させたいと無理難題を押し付けてきた。おっぱいなら誰のでもいいだろうと言う一路に対して、あべ静江に匹敵するレベルの可愛らしくて美人でなければ嫌だと頑として譲らなかった。
あべ スズエ
クラブ「スター」のホステス。結構な美人。名前はあべ静江から。やや擦れた印象がある。
一路の身の上話（作り話）を清司から聞かされ、真に受けて同情。潔く上半身裸になって一路を抱きしめた。はじめは嫌がっていた学だったが、その触感に魅了され、満足顔で成仏を果たした。
麻丘 まぐみ、天地 マラ、アグネス 茶わん
クラブ「スター」のホステス。名前の由来はそれぞれ当時のアイドルだった麻丘めぐみ・天地真理・アグネス・チャン。

### マダム・カトリーヌ編
マダム・カトリーヌ
声 - 松本梨香
ひび割れが入るほどの厚化粧をしたおばさんの幽霊。生前はインチキ占い師だったが、死んだ途端に霊感が冴え渡り予知能力を得る。自身の願いを叶えてもらって以降も時々一路の前に現れては不幸を予言する。オバケ達との関わりを通じて人間的に成長しつつある一路を密かに認めるようになる。
水商売の女性
カトリーヌの生前のインチキ占いがたまたま立て続けに当たったがためにカトリーヌに心酔しており、カトリーヌの助言なしには何も決められなくなっていた。田舎に子供がいる。
マーくん
20歳を過ぎの多浪生。家は裕福な様子。
マーくんの母
マーくんを大学に合格させるためにとカトリーヌの占いを信じていろいろと金を使った。

### 俵崎春彦編
俵崎 春彦（たわらざき はるひこ）
声 - 山口勝平
俵崎財閥の跡取り息子の青年。25歳。交通事故で危篤となった際に、どうしても学生時代の同棲相手である加奈にもう一度会いたいという思いから生霊となって一路の前に現れる。
加奈（かな）
声 - 小林沙苗
学生時代の春彦と同棲していた女性。春彦と別れた後に娘の夏を出産。シングルマザーとして娘を育てている。小料理屋の「たぬき屋」で働き、店に隣接した家屋に住んでいる。小料理屋の主人夫婦は加奈たちを娘のように可愛がってくれている。
夏（なつ）
声 - 雪乃五月
春彦と加奈の娘。「夏ちゃん（なっちゃん）」と呼ばれることが多い。人見知りが激しく母以外は誰にも懐かない。気は強く、小学生相手だろうと一歩も引かない。
春彦と同じ赤毛である。
春彦の両親
共に名前は不明。息子の将来のためと、春彦と加奈を別れさせた。
たぬきやの夫婦
ともに名前は不明。加奈の親代わりであり、小料理屋の「たぬき屋」を経営しながら加奈と共に夏を育てる。
小笠原 町子（おがはら まちこ）
春彦が入院した丸井第一総合病院の看護婦。小児科担当であるにも拘わらず、春彦が俵崎財閥の跡取りだということを知り、取り入ろうとする。
タケシ
「たぬき屋」の近所に住む男の子。

### 天の邪鬼編
天の邪鬼（あまのじゃく）
声 - 喜安浩平
時間を自由に行き来し、人の心の隙間入り込んで乗り移り、トラブルを起こさせる妖怪。過去に犯した悪戯により横溝の運命を変えてしまった罰として横溝の体の中へと封印されていた。
横溝 人志（よこみぞ ひとし）
声 - 緒方恵美
東京から転校してきた徳子のクラスメイト。徳子の何十何百回目かの初恋の相手。本来は女の子として生まれてくるはずが、天の邪鬼の悪戯によって男として生まれてきてしまった少年。
チイちゃん
徳子の友達で、中学のクラスメイト。新しい男性が現れる度に徳子の初恋話に付き合わされている。
横溝の父
13年前の天の邪鬼の悪戯によって飲めない酒を無理矢理飲まされ、子種の仕込みが一日遅れたために子供が男として生まれることとなった。
鉄っちゃん
横溝の父の友人。女房に逃げられた腹いせに、横溝を付き合わせて居酒屋で泥酔、絡み酒。その時に天の邪鬼に操られ、下戸の横溝に無理矢理酒を勧めて飲ませた。
古本屋の奥さん
裸で過去に送られた一路を見つけ、服を与えた人の良いおばさん。
古本屋の主人
見るからに文学者と言った風貌の男性で、自称・有島武郎の弟子。過去を何度も巡る一路に様々な知識を与える。

### ゴンパチ編
合田 優太郎（ごうだ ゆうたろう） / ゴンパチ
声 - 堀勝之祐
通称「ゴンパチ」。そろばんだけではなく躾もきちんと教えてくれると評判の「合田そろばん塾」を営む老人。一路はやんちゃな性格を改善させようと考えた母により入塾させられたため渋々通っている。
非常に厳しく、いたずらや遅刻をしようものなら拳骨で「ゴン」と殴り、指で「パチン」と頭を叩くことから「ゴンパチ」と呼ばれている。
かつて中山田小学校で教鞭を取り、校長まで勤め上げた人物。大路郎はその教え子の一人。他にも多くの教え子がいる。その当時から厳しさゆえに怖れられる存在である。
大の甘党。大福を食べているときに喉に詰まらせてしまい、絶命直前に生霊となって一路の元へ救助を乞いに現れた。しかし、一路の懸命の努力も叶わず絶命。一路に家の中の簡単な整理を頼み、心残りがないようにしたのだが、成仏が叶わなかった。
花さん（はなさん）
声 - 大原さやか
若き日のゴンパチと相思相愛だった女性。16歳の時にゴンパチの家の分家の男と意に沿わない結婚をさせられる。ゴンパチとの駆け落ちを決意して「おばけ桜」の下で待ち合わせる約束をした。しかし、当日、ゴンパチは現れなかった。家に連れ戻されて当初の予定通り嫁ぐが、流行り病に罹り、若くして死んでしまう。

### メロン編
メロン
声 - 金月真美
猫のおばけ。若い女性の姿で一路の前に現れる。生きたまま箱ごと川に捨てられていたのを洋平に助けられる。数匹箱の中に猫が入っていたが、生き残っていたのはメロンだけだった。洋平に去年の夏に自分と交わした約束を思い出させるように一路に依頼する。
斉藤 洋平（さいとう ようへい）
声 - 松本梨香
一路と同じクラスのガキ大将。父親の影響で「男気」、「男の友情」、「約束」というような事柄を重要視する。愛読書は「走れメロス」。「男の約束」を破った一路に激怒し大喧嘩する。
倫子が学校に現れた際に好意を持ったようで、一路が倫子と結婚すると言う話を聞いて猛烈に反対した。

### 蕎麦屋編
中嶋 貴人（なかじま たかひと）
声 - 高山みなみ
徳子と同学年の少年で、いつも図書室にこもって読書をしている事から皆からは「本屋」と呼ばれている。暗く人を寄せ付けない雰囲気の持ち主。元は読書と野球が好きな明るい少年だった。
貴人の父
声 - 田中秀幸
貧しい蕎麦屋の主人。性格は温厚。子供の頃から丁稚奉公に出ていたため、野球のルールも知らずキャッチボールもしたことがない。一年前のクリスマスの日、事故で帰らぬ人になる。

### りん子編
倫子（のりこ） / りん子
声 - かないみか
正しくは「のりこ」だが、漢字から「りんこ」と呼ばれる。縁切山の向こうからやって来た親戚の少女として突如花田家に入り込む。一路に恋をし、お嫁さんになると宣言するが、実はオバケである。
なまぐそ坊主（なまぐそぼうず）
声 - たてかべ和也
縁切山にある縁切り寺の住職で一路からは「まぐそ坊主」とあだ名される。作中、一路以外に唯一霊能力がある生身の人間で、倫子を幽霊と見抜いて一路を助けようとする。
ヨウカン
なまぐそ坊主の飼い犬で、名前の由来は犬のくせに羊羹が好物であることから。動物の勘からか倫子が幽霊である事を見抜き襲いかかる。

## 舞台
花田家
田舎らしく大きめの家で2階建て。便所が別建てになっている。ジロの死後、庭に墓が建てられさらに後には「名犬ジロ」の石像が建てられた。
村上家
近所の壮太の家。市村の家が狭かったため、母の再婚後には桂と父親が引っ越して来ている。
中山田小学校
花田家の子供が代々通っている小学校で通称「中小」。ゴンパチが新任教師として赴任し、そのまま校長までを勤め上げた学校でもある。
山の上中学校
途中より徳子が通う中学校。
末吉総合病院
ユキが入院していた病院で、一路も度々世話になっている。
隣町保健所
ジロが預けられた保健所。
丸井第一総合病院
俵崎春彦が入院していた病院。
たぬきや
加奈が住み込みで働いている小料理屋。
縁切山
かつて山向こうに貧村があり、町へと売られて行く子供が親との縁を切り山を越えて売られて行く事から縁切山と呼ばれるようになり、麓にある山寺も縁切寺と呼ばれるようになった。倫子とその母親を奉ったた母子地蔵があり、一路と倫子が出会った場所でもある。
縁切山向こうの村
倫子が生まれ育った村。全体的に貧しいゆえに男子は働き手、跡取りとして家に残されるが女子は町へと売られていく事が多かった。その後は地震などで地盤などが不安定な状態になっており、立ち入り禁止区域とされている。
町野スポーツ店
貴人の父がグローブを買った店。

## 総集編
2002年のアニメ化にともない、当時一色が『ピアノの森』を連載していた「ヤングマガジンアッパーズ (YMA) 」の増刊として「花田少年史総集編」が全5冊刊行された。『花田少年史』全話に加え、アニメオリジナルとなっていた話が漫画として新たに描き下ろされたほか、『ピアノの森』初期と単行本未収録となっている短編が掲載された。なお描き下ろしの話は時系列に合わせて28話と29話の間で掲載された。

### 収録作品
- 花田少年史 総集編 1（「YMA」 2003年6月1日増刊号）
  - 花田少年史（1巻収録分）
  - 将ちゃん -ガキの頃から- （「ビッグコミックスピリッツ」1998年10月30日号初出）
  - ピアノの森（1 - 3話）
- 花田少年史 総集編 2（「YMA」 2003年7月2日増刊号）
  - 花田少年史（2巻収録分）
  - 駒子 -ガキの頃から- 前・後編（「ミスターマガジン」2003年No14、15初出）
  - ピアノの森（4、5話）
- 花田少年史 総集編 3（「YMA」 2003年8月1日増刊号）
  - 花田少年史（3巻収録分 + 第28話（4巻第1話））
  - 野郎なんかにゃわかるまい! （ビッグコミックスピリッツ増刊「スピリッツ21」2000年5/6号初出）
  - ピアノの森（6、7話）
- 花田少年史 総集編 4（「YMA」 2011年12月2日増刊号）
  - 花田少年史（5巻収録分（描き下ろし））
  - ピアノの森（8、9話）
- 花田少年史 総集編 5（「YMA」 2012年1月2日増刊号）
  - 花田少年史（第28話を除く4巻収録分）
  - ピアノの森

## アニメ
2002年、日本テレビにおいて全25話で原作に忠実なテレビアニメ化が成された。ただし18話 - 21話はアニメ用に描き下ろされたオリジナルストーリーであり、これらは後に漫画化された。
深夜枠の放送であったが、ノスタルジックな雰囲気、笑いあり涙ありのストーリーが老若男女幅広い年齢層の支持を獲得。またアジアをはじめ海外でも高い評価を得た。東京国際アニメフェア2003 テレビ部門最優秀作品賞、第8回アジアン・テレビジョン・アワード長編アニメーション部門最優秀賞を受賞した。

### スタッフ
- 原作 - 一色まこと（講談社 アッパーズKCDX）
- 監督 - 小島正幸
- キャラクターデザイン・総作画監督 - 兼森義則
- プロップデザイン - 清水洋
- 美術監督 - 池田祐二
- 色彩設計 - 鎌田千賀子
- 撮影監督 - 滝澤竜
- 編集 - 寺内聡、木村佳史子
- 音楽 - 平野義久
- 音響監督 - 本田保則
- プロデューサー - 山下洋、田村学、丸山正雄
- アニメーションプロデューサー - 吉本聡
- アニメーション制作 - マッドハウス
- 製作著作 - 日本テレビ、バップ

### 主題歌
オープニングテーマ「The One」
歌 - Backstreet Boys
エンディングテーマ「Drowning」
歌 - Backstreet Boys

### 各話リスト
| 話数 | サブタイトル         | 脚本       | 絵コンテ   | 演出       | 作画監督       | 放送日         |
| ---- | -------------------- | ---------- | ---------- | ---------- | -------------- | -------------- |
| 1    | はじまりはじまり     | 米村正二   | 小島正幸   | 中村賢太郎 | ふくだのりゆき | 2002年 10月3日 |
| 2    | ユキおばけの願い     | 金春智子   | 平田敏夫   | 中村亮介   | 君塚勝教       | 10月10日       |
| 3    | 花田ジロ             | 金春智子   | 田中敦子   | 田中敦子   | 滝口禎一       | 10月17日       |
| 4    | ひまわりの咲く家     | 金春智子   | 田中敦子   | 田中敦子   | 野口寛明       | 10月24日       |
| 5    | ちんちんジジイ       | 望月武     | 高橋敦史   | 根岸宏樹   | 川口博史       | 10月31日       |
| 6    | 桂ちゃん             | 金春智子   | 島崎奈々子 | 島崎奈々子 | ふくだのりゆき | 11月7日        |
| 7    | ハムカツ             | 金春智子   | 小島正幸   | 小島正幸   | 君塚勝教       | 11月14日       |
| 8    | おっぱいに泣く       | 藤田伸三   | 増田敏彦   | 増田敏彦   | 蘇武裕子       | 11月21日       |
| 9    | マダム・カトリーヌ   | 高屋敷英夫 | 友永和秀   | 友永和秀   | 宮本佐和子     | 11月28日       |
| 10   | 家族                 | 金春智子   | 高橋敦史   | 中村亮介   | 兼森義則       | 12月5日        |
| 11   | 人生最大の危機       | 高屋敷英夫 | 田中敦子   | 田中敦子   | 蘇武裕子       | 12月12日       |
| 12   | 大切なもの           | 高屋敷英夫 | 志村錠児   | 根岸宏樹   | 川口博史       | 12月19日       |
| 13   | 13年目の相棒         | 望月武     | 中村賢太郎 | 中村賢太郎 | 君塚勝教       | 12月26日       |
| 14   | 天の邪鬼             | 望月武     | 島崎奈々子 | 島崎奈々子 | ふくだのりゆき | 2003年 1月9日  |
| 15   | ゴンパチ             | 藤田伸三   | 友永和秀   | 友永和秀   | 宮本佐和子     | 1月16日        |
| 16   | 花さん               | 藤田伸三   | 友永和秀   | 友永和秀   | 蘇武裕子       | 1月23日        |
| 17   | おばけ桜の下で       | 藤田伸三   | 増田敏彦   | 田中敦子   | 宮本佐和子     | 1月30日        |
| 18   | 約束                 | 望月武     | 小島正幸   | 中村亮介   | 君塚勝教       | 2月6日         |
| 19   | 走れメロン           | 望月武     | おおそ独犬 | 島崎奈々子 | ふくだのりゆき | 2月13日        |
| 20   | クリスマスプレゼント | 金春智子   | 兼森義則   | 中村亮介   | 兼森義則       | 2月20日        |
| 21   | 雪降る夜に           | 金春智子   | 清水洋     | 中村亮介   | 清水洋         | 2月27日        |
| 22   | りん子               | 金春智子   | 望月智充   | 友永和秀   | 馬場健         | 3月6日         |
| 23   | 夜のおつとめ         | 金春智子   | 青山浩行   | 小山田桂子 | 野口寛明       | 3月13日        |
| 24   | 母子地蔵             | 金春智子   | 島崎奈々子 | 島崎奈々子 | ふくだのりゆき | 3月20日        |
| 25   | かたくりの花         | 金春智子   | 小島正幸   | 小島正幸   | 君塚勝教       | 3月27日        |

### 放送局
ミヤギテレビ（再放送）、広島テレビ、よみうりテレビの放送は映画化にともなうものである。いずれの局も実写映画の製作委員会に名を連ねている。
| 放送局         | 放送期間                       | 放送日時                                            | 備考                                                             |
| -------------- | ------------------------------ | --------------------------------------------------- | ---------------------------------------------------------------- |
| 日本テレビ     | 2002年10月3日 - 2003年3月27日  | 日曜 0:50 - （土曜深夜）                            | 製作局                                                           |
| ミヤギテレビ   | 2002年10月10日 - 2003年3月27日 | 日曜 0:50 - （土曜深夜）                            | 1週遅れ→2003年1月から同時ネット 映画化に伴う再放送あり           |
| BS日テレ       | 2003年4月7日 - 9月29日         | 木曜 7:30 -                                         | BS放送                                                           |
| 中京テレビ     | 2003年4月9日 - 9月24日         | 土曜 1:38 - （金曜深夜）                            |                                                                  |
| 福岡放送       | 2003年4月9日 - 9月24日         | 火曜 1:33 - （月曜深夜）                            |                                                                  |
| 山形放送       | 2003年10月 - 2004年3月         | 土曜 1:23 - （金曜深夜）                            |                                                                  |
| 山口放送       | 2004年10月 - 2005年3月         | 日曜 0:50 - （土曜深夜）                            |                                                                  |
| 広島テレビ     | 2006年7月6日 - 12月20日        | 日曜 0:50 - （土曜深夜） ↓ 水曜 0:50 - （火曜深夜） |                                                                  |
| よみうりテレビ | 2006年7月26日 - 8月30日        | 土曜 2:42 - （金曜深夜）                            | MONDAY PARK第3部 （第1話 - 第3話、第6話、第7話、第10話のみ放送） |
| 福井放送       | 2008年10月29日 - 2009年3月18日 | 水曜 15:30 -                                        |                                                                  |

### ビデオ・DVD・VCD
日本では2003年に全9巻でビデオ・DVD化され販売。2006年にはDVD BOXも発売されている。
また、台湾では2006年に中国語吹き替え版と台湾語吹き替え版の正規品DVD（リージョン3）及びVCDが発売されている。

## 映画
2006年8月19日に全国松竹系にて『花田少年史 幽霊と秘密のトンネル』のタイトルで公開。広島県竹原市忠海でロケが行われた。